# نيكولاس شميت
نيكولاس شميت (بالإنجليزية: Nicholas Schmidt)‏ هو مصرفي وشخصية أعمال وسياسي أمريكي، ولد في 8 نوفمبر 1860. حزبياً، نشط في الحزب الديمقراطي. وقد انتخب عضو جمعية ولاية ويسكونسن.